# Homalomena crinipes
Homalomena crinipes är en kallaväxtart som beskrevs av Adolf Engler. Homalomena crinipes ingår i släktet Homalomena och familjen kallaväxter. Inga underarter finns listade.